# Keith Hughes (basket-ball)
Pour les articles homonymes, voir Keith Hughes.
Keith Hughes, né le 29 juin 1968, à Carteret, au New Jersey et mort le 8 février 2014, est un ancien joueur américain de basket-ball. Il évolue au poste d'ailier fort.

## Palmarès
- Joueur de l'année de l'Atlantic Ten Conference 1991